# Лівезіле (комуна, Бістріца-Несеуд)
Лівезіле (рум. Livezile) — комуна у повіті Бистриця-Несеуд в Румунії. До складу комуни входять такі села (дані про населення за 2002 рік):
- Валя-Поєній (169 осіб)
- Дороля (687 осіб)
- Думбрава (320 осіб)
- Кушма (690 осіб)
- Лівезіле (2439 осіб) — адміністративний центр комуни

Комуна розташована на відстані 326 км на північ від Бухареста, 8 км на північний схід від Бистриці, 86 км на північний схід від Клуж-Напоки.

## Населення
За даними перепису населення 2002 року у комуні проживали 4305 осіб.
Національний склад населення комуни:
| Національність | Кількість осіб | Відсоток |
| -------------- | -------------- | -------- |
| румуни         | 3955           | 91,9%    |
| цигани         | 272            | 6,3%     |
| німці          | 44             | 1,0%     |
| угорці         | 30             | 0,7%     |
| українці       | 3              | 0,1%     |
| італійці       | 1              | < 0,1%   |

Рідною мовою назвали:
| Мова       | Кількість осіб | Відсоток |
| ---------- | -------------- | -------- |
| румунська  | 4252           | 98,8%    |
| угорська   | 18             | 0,4%     |
| циганська  | 17             | 0,4%     |
| німецька   | 17             | 0,4%     |
| італійська | 1              | < 0,1%   |

Склад населення комуни за віросповіданням:
| Релігія                                       | Кількість осіб | Відсоток |
| --------------------------------------------- | -------------- | -------- |
| православні                                   | 3806           | 88,4%    |
| п'ятдесятники                                 | 170            | 3,9%     |
| лютерани (Синодально-пресвітеріанська церква) | 29             | 0,7%     |
| лютерани                                      | 29             | 0,7%     |
| адвентисти                                    | 19             | 0,4%     |
| реформати                                     | 15             | 0,3%     |
| греко-католики                                | 13             | 0,3%     |
| не релігійні                                  | 6              | 0,1%     |
| унітарії                                      | 4              | 0,1%     |
| римо-католики                                 | 3              | 0,1%     |
| атеїсти                                       | 2              | < 0,1%   |
| не вказали релігію                            | 1              | < 0,1%   |

## Зовнішні посилання
- Дані про комуну Лівезіле на сайті Ghidul Primăriilor [Архівовано 9 серпня 2012 у Wayback Machine.]